# 南山1号トンネル
南山1号トンネル (ナムサン1ごうトンネル、남산1호터널) は、大韓民国ソウル特別市の龍山区と中区芸場洞を結ぶ道路トンネル。2車線のトンネル2本で構成されている。ソウル特別市施設公団により管理されている。北側で接する三一路は、乙支路2街、鍾路2街、明洞一帯に通じており、南側で接する漢南路は、漢南大橋を経て江南大路や京釜高速道路の進入路に通じている。ソウルの都心と江南地域を直接結ぶ路線であり、交通量は多い。 アジアハイウェイ1号線の一部を構成している。

## 歴史
1968年に発生した青瓦台襲撃未遂事件は、武装ゲリラがソウル市内に入り込んだという事実だけでも衝撃的だった。これに刺激された金玄玉ソウル市長は、1969年に有事に市民を退避させる施設を建設するという「ソウル要塞化計画」を立てた。この計画で具体化されたのは南山1号と2号のトンネルであった。この2つのトンネルの交差箇所には5000 - 7000坪に及ぶ交通広場を設け、平時には立体交差として使用し、有事には市民30万人を収容できるようにするという計画であった。このトンネル計画は韓国信託銀行から10億ウォンの資金支援を受け、1970年8月15日に開通した。韓国信託銀行は投資費用を回収するために、不動産子会社を通じて通行料 (乗用車を例にとれば60ウォン) を40年間徴収する契約をした。しかし当初の予想交通量にはるかに下回る結果を出しつつ赤字が続き、これに耐えきれず子会社が解散され、トンネルは1974年にソウル特別市に譲渡され、おざなりな工事による安全性の問題が発覚するや、1975年にトンネルを閉鎖し、補修工事が進められた。いっぽう、元の計画にあった交通広場は白紙化され、2つのトンネルの交差箇所には連絡道路はいまだ存在しない。
1980年代に入り、ソウル市内の車両が急激に増加し、トンネルの交通量も多くなり、拡張の必要性が生じた。ソウル特別市はトンネルを広げずに横に新たなトンネルを掘る方法で対応することに決め、1989年に着工し1994年1月8日に完成した。
通行料は1976年に100ウォンに値上げされたのち、1995年1月1日をもって廃止されたが、ソウルの市内交通の分散を図る一環として1996年11月11日より混雑通行料という名前で復活し、今日に至っている。
2011年7月14日には、トンネル内でタクシーが爆発する事故があり、交通が麻痺し、避難騒ぎが起きた。

## トンネルの構造
- 上り線 : 総延長1530m、幅員10.0m、有効幅員8.8m、高さ9.0m[2]
- 下り線 : 総延長1532m、幅員9.0m、有効幅員8.0m、高さ4.7m

## 料金
平日にだけ混雑通行料という名目でトンネル利用料金を申し受けている。車種を問わず2人以下の人員が乗車した10人乗り以下の乗用車と乗合自動車は2000ウォンを徴収し、現金やTマネー、クレジットカードで決済することができる。料金は土曜・日曜・祝日を除き、7:00から21:00まで徴収される。

## 料金割引
- 1000cc未満の軽自動車、乗用車曜日制に参加する乗用車、ディーゼル車・LPG車・CNG車の一部 : 50％割引[3]
- 11人乗り以上の車両、3人以上搭乗している車両、バス、タクシー、太陽光自動車、ハイブリッド車、一部の低公害車、その他、法的に減免される車両 : 100％減免 (無料)